# Skälvums socken
Skälvums socken i Västergötland ingick i Kinnefjärdings härad och området ingår sedan 1971 i Götene kommun och motsvarar från 2016 Skälvums distrikt.
Socknens areal är 14,34 kvadratkilometer varav 14,32 land. År 2000 fanns här 407 invånare. En del av tätorten Lundsbrunn samt kyrkbyn Skälvum med sockenkyrkan Skälvums kyrka ligger i socknen.

## Administrativ historik
Socknen har medeltida ursprung.
Vid kommunreformen 1862 övergick socknens ansvar för de kyrkliga frågorna till Skälvums församling och för de borgerliga frågorna bildades Skälvums landskommun. Landskommunen uppgick 1952 i Husaby landskommun som 1967 uppgick i Götene köping som 1971 ombildades till Götene kommun. Församlingen uppgick 2010 i Husaby församling.
1 januari 2016 inrättades distriktet Skälvum, med samma omfattning som församlingen hade 1999/2000.  
Socknen har tillhört län, fögderier, tingslag och domsagor enligt vad som beskrivs i artikeln Kinnefjärdings härad. De indelta soldaterna tillhörde Västgöta-Dals regemente, Kållands kompani och Västgöta regemente, Livkompaniet.

## Geografi
Skälvums socken ligger nordost om Skara och sydväst om Kinnekulle. Socknen är en odlad slättbygd med inslag av skog.

## Fornlämningar
Från järnåldern finns stensättningar.

## Namnet
Namnet skrevs 1397 Skelueem och kommer från kyrkbyn. Efterleden innehåller hem, 'bostad; gård'. Förleden innehåller skialf, 'terrängavsats'.